# Wilhelm I. (Flandern)
Wilhelm I. Clito (* 25. Oktober 1102; † 28. Juli 1128 gefallen bei Aalst) war Titular-Herzog der Normandie. Außerdem war er durch Ehe von 1123 bis 1124 Graf von Maine und ab 1127 Graf von Vexin und Graf von Flandern. Seinen Beinamen Clito erhielt er nach dem lateinischen Inclitus (deutsch Der Berühmte).

## Leben
Wilhelm war der einzige Sohn des Herzogs Robert von der Normandie und Sibylle von Conversano († 1103). Seine Großeltern waren Wilhelm der Eroberer und dessen Frau Mathilde von Flandern.

### Kampf um die Normandie
Bereits während Wilhelms Kindheit hatte sein Onkel, König Heinrich I. von England 1105 das Herzogtum Normandie besetzt und seit 1106 seinen Vater Robert eingekerkert. Wilhelm versuchte zweimal 1117–1119 (Schlacht von Brémule) und 1123–1124 erfolglos das Herzogtum zurückzuerlangen.
Nachdem 1120 Heinrichs einziger legitimer Sohn, William Ætheling, ertrunken war, wurde Wilhelm Clito – auch in England – als möglicher englischer Thronfolger gehandelt.

### Graf von Maine
1123 heiratete Wilhelm Sibylle, die Tochter seines Verbündeten Fulko V. von Anjou, wodurch er die Grafschaft Maine als Mitgift erhielt. Im Gegenzug setzte Heinrich I. allerdings 1124 die kirchliche Annullierung dieser für ihn gefährlichen Ehe durch.

### Graf von Vexin
1127 fand Wilhelm Beistand von König Ludwig VI. von Frankreich. Dieser vermittelte ihm die Ehe mit Johanna von Montferrat, einer Tochter des Markgrafen Rainer von Montferrat und Halbschwester von Ludwigs Gattin Adelheid von Maurienne. Als Brautgabe erhielt er die an die Normandie angrenzende Grafschaft Vexin.

### Graf von Flandern
Nachdem 1127 sein Vetter zweiten Grades, Graf Karl I. von Flandern, ohne Erben gestorben war, kam es zwischen Wilhelm Clito und Dietrich von Elsass zu einem Erbfolgekrieg, welchen ersterer in der Schlacht von Axspoele im Jahr 1128 für sich entschied.
Da Wilhelm Clito den Erwerb Flanderns als Sprungbrett für seine Ansprüche auf Normandie und England nutzen wollte, leistete Heinrich I. finanzielle Hilfe für Wilhelms Gegner und trug damit zur Entfesselung eines Aufstands bei – die flämischen Städte hatten schon aus wirtschaftlichen Gründen Probleme mit einem englandfeindlichen Grafen. Bereits im Februar 1128 erhoben sich zunächst Saint-Omer und Gent gegen Wilhelm. Nach militärischen Anfangserfolgen erlitt Wilhelm vor Aalst eine Verwundung, der er im Juli 1128 schließlich erlag. Er hatte keine Kinder, Dietrich von Elsass setzte sich als sein Nachfolger in Flandern durch.